# Hans-Eckart Scharrer
Hans-Eckart Scharrer (* 27. März 1938 in Hamburg) ist ein deutscher Ökonom.

## Leben
Nach dem Abitur und der Ausbildung zum Industriekaufmann studierte er von 1960 bis 1965 Volkswirtschaftslehre an der Universität Hamburg (1965 Diplomprüfung für Volkswirte) und der Northwestern University (1963 Master of Arts). Nach der Promotion 1969 zum Dr. rer. pol. war er drei Jahre als wissenschaftlicher Assistent am Institut für Bankbetriebslehre an der Universität Hamburg (Direktor: Helmut Lipfert) tätig. Er kam 1968 ins HWWA, zunächst als Leiter der Abteilung Internationale Währungspolitik und dann als Leiter der Abteilung Wirtschafts- und Finanzbeziehungen zwischen Industrieländern. Seit 1994 ist er Vizepräsident des HWWA und wurde zwei Jahre später mit der Leitung des Instituts interimsweise betraut, bis ein Nachfolger für den inzwischen ausgeschiedenen Präsidenten Erhard Kantzenbach gefunden sein wurde.
Er hat Lehraufträge an der Universität der Bundeswehr Hamburg und am Europa-Kolleg Hamburg.

## Schriften (Auswahl)
- Portfolio-Kapitalexport und Zahlungsbilanz. Hamburg 1970, OCLC 1294093.
- mit Peter Gloystein und Henry Krägenau: Verbesserung der Bemessungsgrundlage für das Entwicklungshilfe-Steuergesetz. Eine Untersuchung im Auftrage des Bundesministeriums für Wirtschaft. Berlin 2010, OCLC 831073587.
- mit Dieter Gehrmann und Wolfgang Wetter: Währungsrisiko und Währungsverhalten deutscher Unternehmer im Außenhandel. Hamburg 1978, ISBN 3-87895-168-X.
- mit Susanne Erbe: Die deutsche Wirtschaft und die EG. Bonn 1990, ISBN 3-7713-0378-8.